# Wierre-au-Bois
Wierre-au-Bois est une commune française située dans le département du Pas-de-Calais en région Hauts-de-France.
La commune fait partie de la communauté de communes de Desvres - Samer qui regroupe 31 communes et compte 23 221 habitants en 2021.
Le territoire de la commune est situé dans le parc naturel régional des Caps et Marais d'Opale.

## Géographie

### Localisation
Localisée dans l’ouest du département du Pas-de-Calais, Wierre-au-Bois est une commune située, à vol d'oiseau, à 13 km des plages de la Côte d'Opale et à 14 km au sud-est de la commune de Boulogne-sur-Mer (aire d'attraction et chef-lieu d'arrondissement).
Le territoire de la commune est limitrophe de ceux de quatre communes.
Les communes limitrophes sont Wirwignes, Longfossé, Questrecques et Samer.

### Géologie et relief
La superficie de la commune est de 3,83 km2 ; son altitude varie de 28  à   91 mètres.

### Hydrographie

#### Réseau hydrographique
La commune est située dans le bassin Artois-Picardie. Elle est drainée par l'Edre, le ruisseau de La Halle, le ruisseau de Wierre au bois, le Tourlincthun et le Wierre-au-Bois,,.

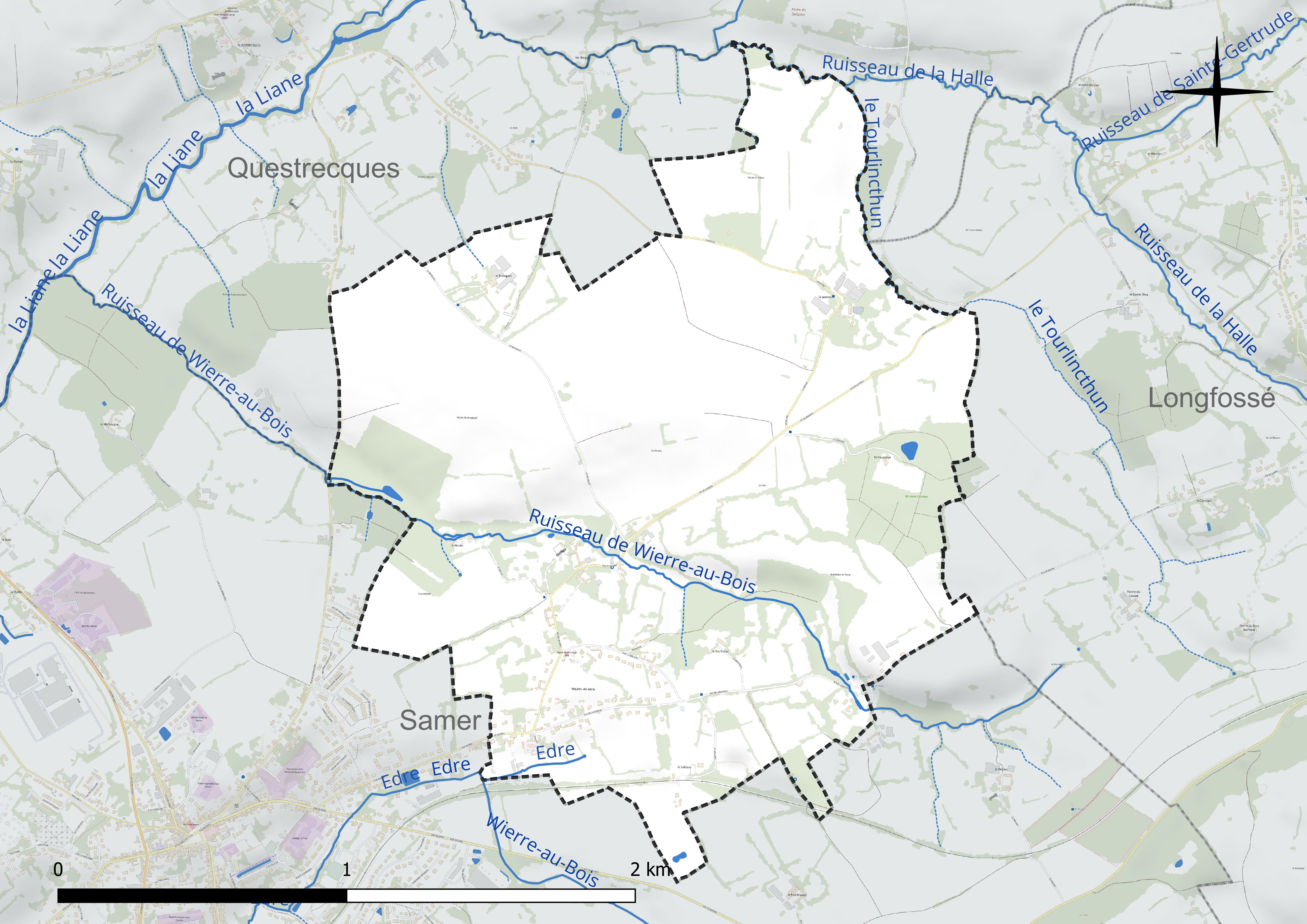
Réseau hydrographique de Wierre-au-Bois.

#### Gestion et qualité des eaux
Le territoire communal est couvert par le schéma d'aménagement et de gestion des eaux (SAGE) « Bassin côtier du Boulonnais ». Ce document de planification concerne le Bassin côtier du Boulonnais, drainé par trois rivières côtières que sont la Liane, le Wimereux et la Slack. Ce territoire s'étend sur 700 km2. Le périmètre a été arrêté le 19 février 1998 et le SAGE proprement dit a été approuvé le 4 février 2004, puis révisé le 9 janvier 2013. La structure porteuse de l'élaboration et de la mise en œuvre est le syndicat mixte du Parc Naturel Régional des Caps et Marais d'Opale.
La qualité des cours d'eau peut être consultée sur un site dédié géré par les agences de l'eau et l'Agence française pour la biodiversité.

### Climat
Pour des articles plus généraux, voir Climat des Hauts-de-France et Climat du Nord-Pas-de-Calais.
En 2010, le climat de la commune est de type climat océanique franc, selon une étude du CNRS s'appuyant sur une série de données couvrant la période 1971-2000. En 2020, Météo-France publie une typologie des climats de la France métropolitaine dans laquelle la commune est exposée à un climat océanique et est dans la région climatique Côtes de la Manche orientale, caractérisée par un faible ensoleillement (1 550 h/an) ; forte humidité de l'air (plus de 20 h/jour avec humidité relative > 80 % en hiver), vents forts fréquents.
Pour la période 1971-2000, la température annuelle moyenne est de 10,2 °C, avec une amplitude thermique annuelle de 12,4 °C. Le cumul annuel moyen de précipitations est de 926 mm, avec 13,1 jours de précipitations en janvier et 8,5 jours en juillet. Pour la période 1991-2020, la température moyenne annuelle observée sur la station météorologique la plus proche, située sur la commune de Boulogne-sur-Mer à 14 km à vol d'oiseau, est de 11,2 °C et le cumul annuel moyen de précipitations est de 824,5 mm,. Pour l'avenir, les paramètres climatiques de la commune estimés pour 2050 selon différents scénarios d'émission de gaz à effet de serre sont consultables sur un site dédié publié par Météo-France en novembre 2022.

### Paysages
Pour un article plus général, voir Paysage en France.
La commune s'inscrit dans le « paysage boulonnais » tel que défini dans l'atlas de paysages de la région Nord-Pas-de-Calais, conçu par la direction régionale de l'Environnement, de l'Aménagement et du Logement (DREAL),.
Ce paysage qui concerne 66 communes, se délimite : au Nord, par les paysages des coteaux calaisiens et du Pays de Licques, à l'Est, par le paysage du Haut pays d'Artois, et au Sud, par les paysages Montreuillois.
Le « paysage boulonnais », constitué d'une boutonnière bordée d'une cuesta définissant un pays d'enclosure, est essentiellement un paysage bocager composé de 47 % de son sol en herbe ou en forêt et de 31 % en herbage, avec, dans le sud et l'est, trois grandes forêts, celle de Boulogne, d'Hardelot et de Desvres et, au nord, le bassin de carrière avec l'extraction de la pierre de Marquise depuis le Moyen Âge et de la pierre marbrière dont l'extraction s'est développée au XIXe siècle.
La boutonnière est formée de trois ensembles écopaysagers : le plateau calcaire d'Artois qui forme le haut Boulonnais, la boutonnière qui forme la cuvette du bas Boulonnais et la cuesta formée d'escarpements calcaires.
Dans ce paysage, on distingue trois entités : 
- les vastes champs ouverts du Haut Boulonnais ;
- le bocage humide dans le Bas Boulonnais ;
- la couronne de la cuesta avec son dénivelé important et son caractère boisé[14].

### Milieux naturels et biodiversité

#### Espace protégé
La protection réglementaire est le mode d'intervention le plus fort pour préserver des espaces naturels remarquables et leur biodiversité associée.
Dans ce cadre, la commune fait partie d'un espace protégé : le parc naturel régional des Caps et Marais d'Opale, d'une superficie de 132 499 hectares réparties sur 154 communes, géré par le syndicat mixte d'aménagement et de gestion du parc naturel régional des Caps et Marais d'Opale.

#### Zones naturelles d'intérêt écologique, faunistique et floristique
L'inventaire des zones naturelles d'intérêt écologique, faunistique et floristique (ZNIEFF) a pour objectif de réaliser une couverture des zones les plus intéressantes sur le plan écologique, essentiellement dans la perspective d'améliorer la connaissance du patrimoine naturel national et de fournir aux différents décideurs un outil d'aide à la prise en compte de l'environnement dans l'aménagement du territoire.
Le territoire communal comprend une ZNIEFF de type 1 : le réservoir biologique de la Liane. La Liane est un bassin côtier qui présente un intérêt majeur autant pour les espèces holobiotiques que pour les migrateurs amphihalins.
et deux ZNIEFF de type 2 :
- le complexe bocager du Bas-Boulonnais et de la Liane. Le complexe bocager du bas-Boulonnais et de la Liane s'étend entre Saint-Martin-Boulogne et Saint-Léonard à l'ouest et Quesques et Lottinghen à l'est. Il correspond à la cuvette herbagère du bas-Boulonnais[18] ;
- la cuesta du Boulonnais entre Neufchâtel-Hardelot et Colembert. Cette ZNIEFF marque la séparation entre les terrains du Jurassiques du Bas-Boulonnais et les plateaux crayeux des hautes terres Artésiennes[19].

Carte des ZNIEFF de type 1 et 2 sur la commune
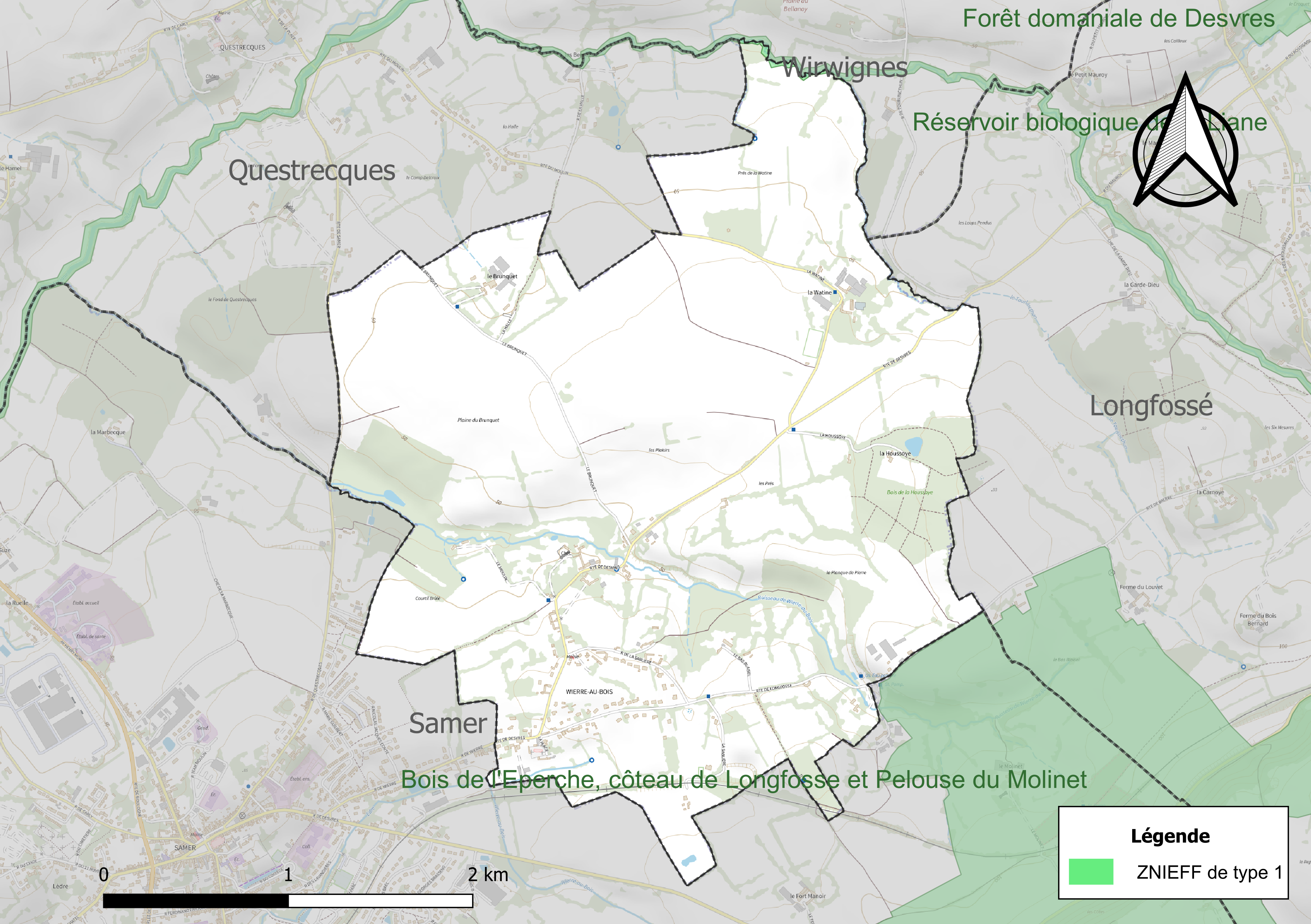
Carte de la ZNIEFF de type 1 sur la commune.
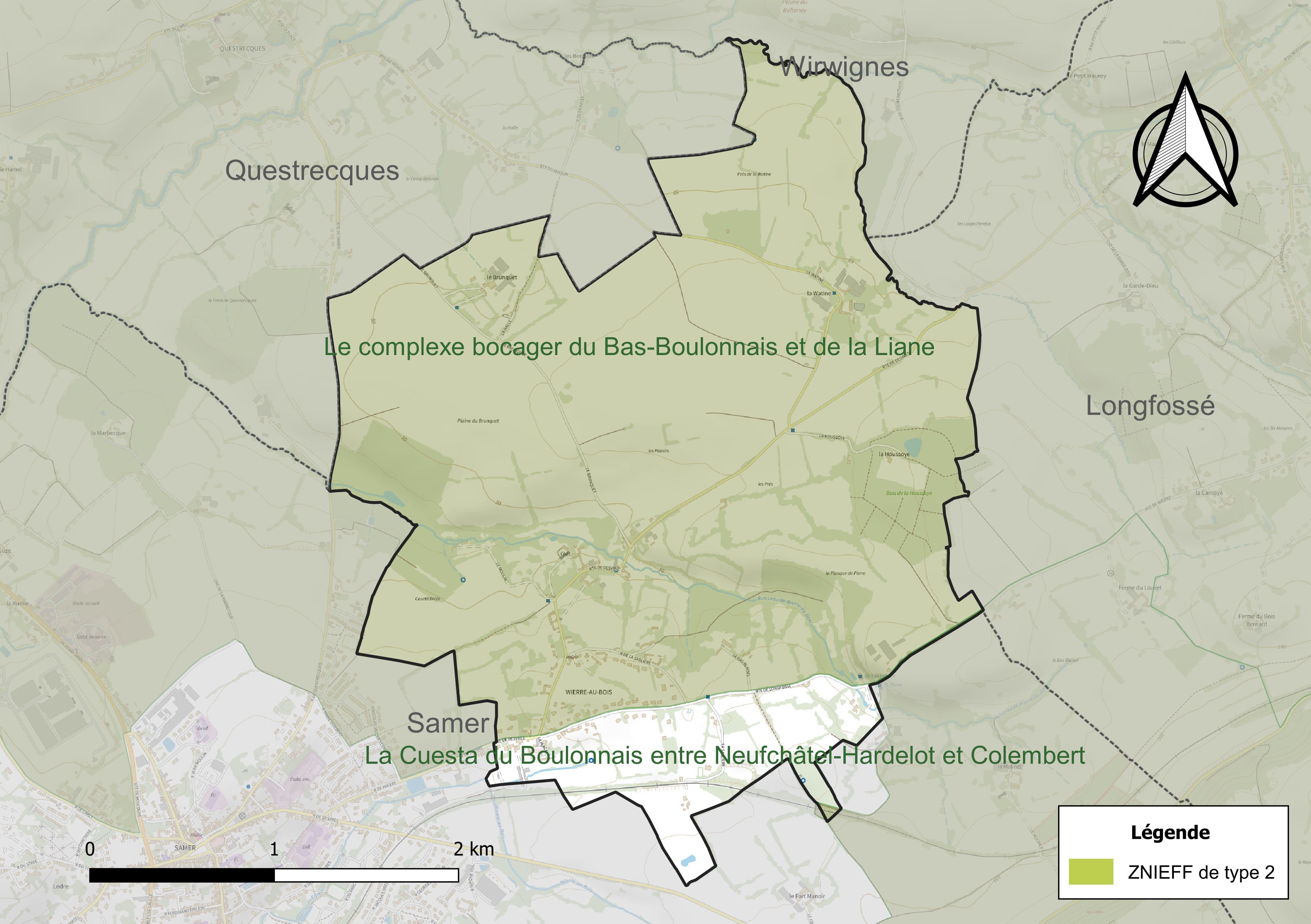
Carte des ZNIEFF de type 2 sur la commune.

## Urbanisme

### Typologie
Au 1er janvier 2024, Wierre-au-Bois est catégorisée bourg rural, selon la nouvelle grille communale de densité à sept niveaux définie par l'Insee en 2022.
Elle appartient à l'unité urbaine de Samer, une agglomération intra-départementale regroupant deux  communes, dont elle est une commune de la banlieue,,. Par ailleurs la commune fait partie de l'aire d'attraction de Boulogne-sur-Mer, dont elle est une commune de la couronne,. Cette aire, qui regroupe 80 communes, est catégorisée dans les aires de 50 000 à moins de 200 000 habitants,.

### Occupation des sols
L'occupation des sols de la commune, telle qu'elle ressort de la base de données européenne d'occupation biophysique des sols Corine Land Cover (CLC), est marquée par l'importance des territoires agricoles (95,9 % en 2018), une proportion identique à celle de 1990 (95,9 %). La répartition détaillée en 2018 est la suivante : 
zones agricoles hétérogènes (50,8 %), terres arables (37,2 %), prairies (7,8 %), zones urbanisées (4,1 %). L'évolution de l'occupation des sols de la commune et de ses infrastructures peut être observée sur les différentes représentations cartographiques du territoire : la carte de Cassini (XVIIIe siècle), la carte d'état-major (1820-1866) et les cartes ou photos aériennes de l'IGN pour la période actuelle (1950 à aujourd'hui).

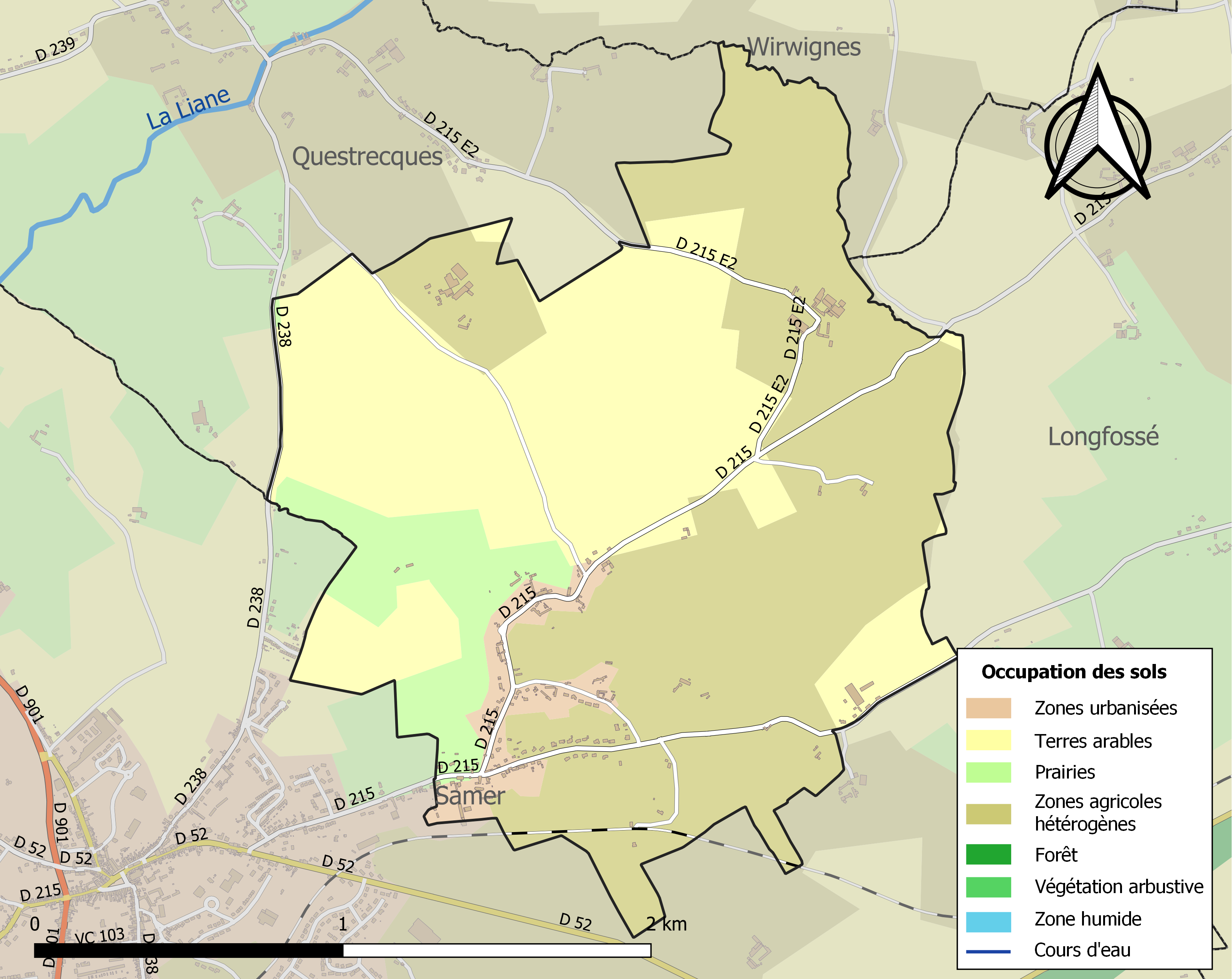
Carte des infrastructures et de l'occupation des sols de la commune en 2018 (CLC).

### Risques naturels et technologiques

#### Risque inondation
À la suite du passage des tempêtes Ciarán, Domingos et Elisa et des inondations et coulées de boue qui se sont produites, la commune est reconnue, par arrêté du 14 novembre 2023, en état de catastrophe naturelle pour inondations et coulées de boue sur la période du 2 au 12 novembre 2023, comme 179 autres communes du département.

## Toponymie
Le nom de la localité est attesté sous les formes Wilra (1069), Wilrei (1113), Wirhura (1173), Guilra (1179), Velra (1193), Wirre (1219), Wyrra (vers 1226), Wierre (1257), Wiere (XIIIe siècle), Wyerre (1314), Iverre (1318), Wierrae Episcopi (vers 1512), Vuieere-au-Bois (1596), Wier-au-Bois (1646-1656), Wierre-au-Bois (1675), Wierre aux Bois (1793), Wierre-aux-Bois puis Wierre-au-Bois (depuis 1801).
Comme pour Wierre-Effroy, Ernest Nègre avance comme origine le bas-latin villare « domaine rural », devenu villier (Wilre étant une graphie germanique de viller) avec -l palatal et -er prononcé -erre donnant *viyerre écrit Wierre. Fut ajouté à partir du XVIIe siècle le suffixe -au-Bois, montrant la proximité du village avec la forêt de Boulogne.

## Histoire
Au VIIe siècle, saint Wulmer, de retour en sa terre natale de la Morinie, fonda d'abord le monastère de Wierre-au-Bois, monastère de femmes qu'il confia à sa nièce Bertane ou Heremberthe, fille de son frère Walmer ; il fonda ensuite l'abbaye de Saint-Wulmer à Samer.
Le monastère fut détruit par les Normands au IXe siècle et l'église actuelle fut élevée sur les ruines de celui-ci.

## Politique et administration

### Découpage territorial
La commune se trouve dans l'arrondissement de Boulogne-sur-Mer du département du Pas-de-Calais.

#### Commune et intercommunalités
La commune est membre de la communauté de communes de Desvres - Samer.

#### Circonscriptions administratives
La commune est rattachée au canton de Desvres.

#### Circonscriptions électorales
Pour l'élection des députés, la commune fait partie de la cinquième circonscription du Pas-de-Calais.

### Élections municipales et communautaires

#### Liste des maires
| Période                                  | Période                     | Identité         | Étiquette | Qualité                                                                          |
| ---------------------------------------- | --------------------------- | ---------------- | --------- | -------------------------------------------------------------------------------- |
| Les données manquantes sont à compléter. |                             |                  |           |                                                                                  |
| 1989                                     | En cours (au 14 avril 2022) | Bertrand Flahaut |           | Ferronnier d'art Réélu pour le mandat 2014-2020, Réélu pour le mandat 2020-2026, |

## Population et société

### Démographie

#### Évolution démographique
L'évolution du nombre d'habitants est connue à travers les recensements de la population effectués dans la commune depuis 1793. Pour les communes de moins de 10 000 habitants, une enquête de recensement portant sur toute la population est réalisée tous les cinq ans, les populations de référence des années intermédiaires étant quant à elles estimées par interpolation ou extrapolation. Pour la commune, le premier recensement exhaustif entrant dans le cadre du nouveau dispositif a été réalisé en 2006.

En 2022, la commune comptait 228 habitants, en évolution de +1,33 % par rapport à 2016 (Pas-de-Calais : −0,72 %, France hors Mayotte : +2,11 %).
| 1793 | 1800 | 1806 | 1821 | 1831 | 1836 | 1841 | 1846 | 1851 |
| ---- | ---- | ---- | ---- | ---- | ---- | ---- | ---- | ---- |
| 170  | 204  | 183  | 193  | 174  | 203  | 184  | 180  | 170  |

| 1856 | 1861 | 1866 | 1872 | 1876 | 1881 | 1886 | 1891 | 1896 |
| ---- | ---- | ---- | ---- | ---- | ---- | ---- | ---- | ---- |
| 192  | 187  | 196  | 203  | 203  | 213  | 222  | 213  | 208  |

| 1901 | 1906 | 1911 | 1921 | 1926 | 1931 | 1936 | 1946 | 1954 |
| ---- | ---- | ---- | ---- | ---- | ---- | ---- | ---- | ---- |
| 188  | 203  | 187  | 201  | 176  | 180  | 185  | 202  | 210  |

| 1962 | 1968 | 1975 | 1982 | 1990 | 1999 | 2006 | 2011 | 2016 |
| ---- | ---- | ---- | ---- | ---- | ---- | ---- | ---- | ---- |
| 192  | 217  | 195  | 193  | 203  | 242  | 216  | 223  | 225  |

| 2021 | 2022 | - | - | - | - | - | - | - |
| ---- | ---- | - | - | - | - | - | - | - |
| 227  | 228  | - | - | - | - | - | - | - |

#### Pyramide des âges
En 2018, le taux de personnes d'un âge inférieur à 30 ans s'élève à 30,2 %, soit en dessous de la moyenne départementale (36,7 %). À l'inverse, le taux de personnes d'âge supérieur à 60 ans est de 30,2 % la même année, alors qu'il est de 24,9 % au niveau départemental.
En 2018, la commune comptait 118 hommes pour 108 femmes, soit un taux de 52,21 % d'hommes, largement supérieur au taux départemental (48,50 %).
Les pyramides des âges de la commune et du département s'établissent comme suit.
| Hommes | Classe d’âge | Femmes |
| ------ | ------------ | ------ |
| 0,0    | 90 ou +      | 0,9    |
| 7,7    | 75-89 ans    | 15,7   |
| 21,4   | 60-74 ans    | 14,8   |
| 24,8   | 45-59 ans    | 28,7   |
| 14,5   | 30-44 ans    | 11,1   |
| 17,1   | 15-29 ans    | 13,0   |
| 14,5   | 0-14 ans     | 15,7   |

| Hommes | Classe d’âge | Femmes |
| ------ | ------------ | ------ |
| 0,5    | 90 ou +      | 1,6    |
| 5,6    | 75-89 ans    | 8,9    |
| 16,7   | 60-74 ans    | 18,1   |
| 20,2   | 45-59 ans    | 19,2   |
| 18,9   | 30-44 ans    | 18,1   |
| 18,2   | 15-29 ans    | 16,2   |
| 19,9   | 0-14 ans     | 17,9   |

## Culture locale et patrimoine

### Lieux et monuments

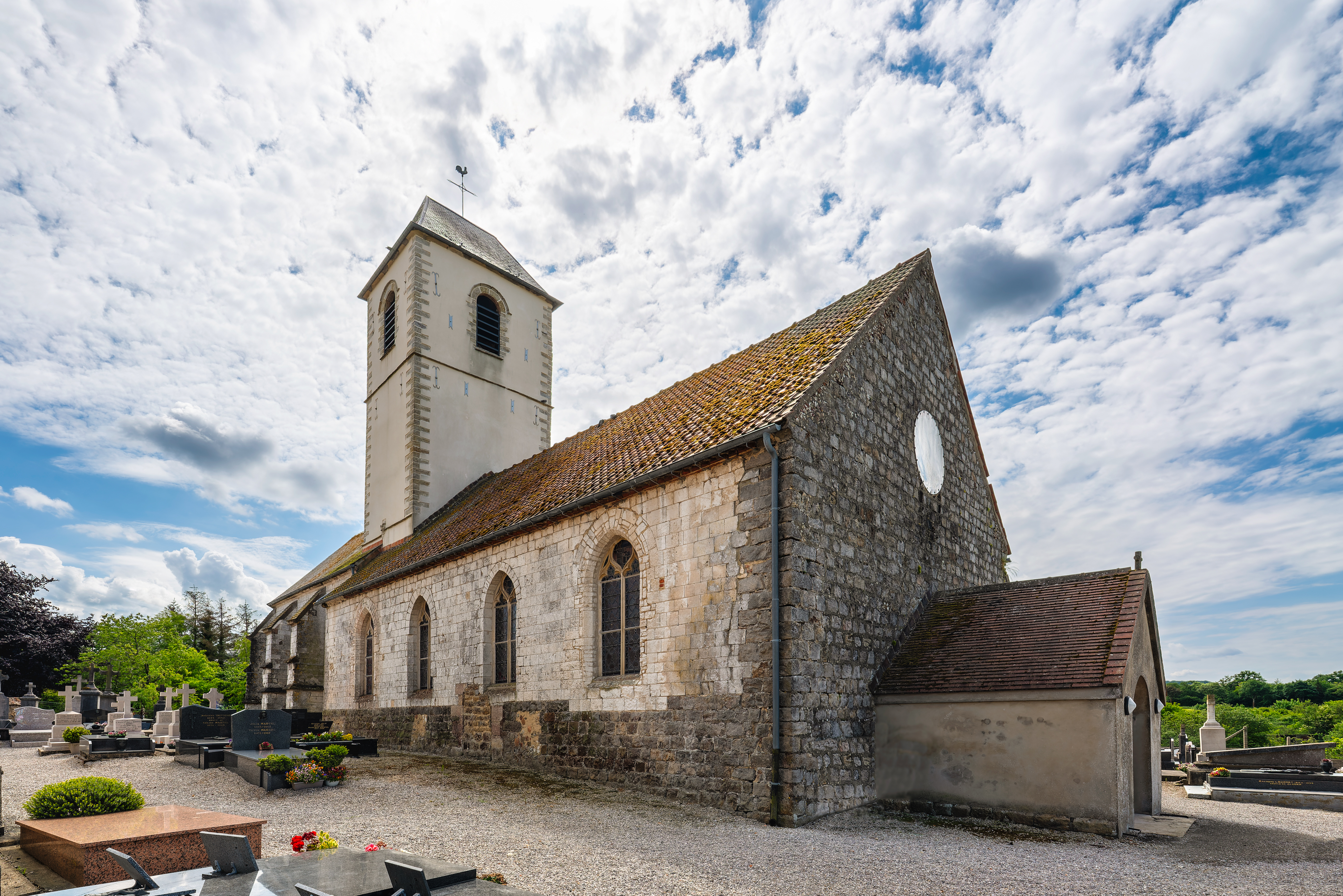
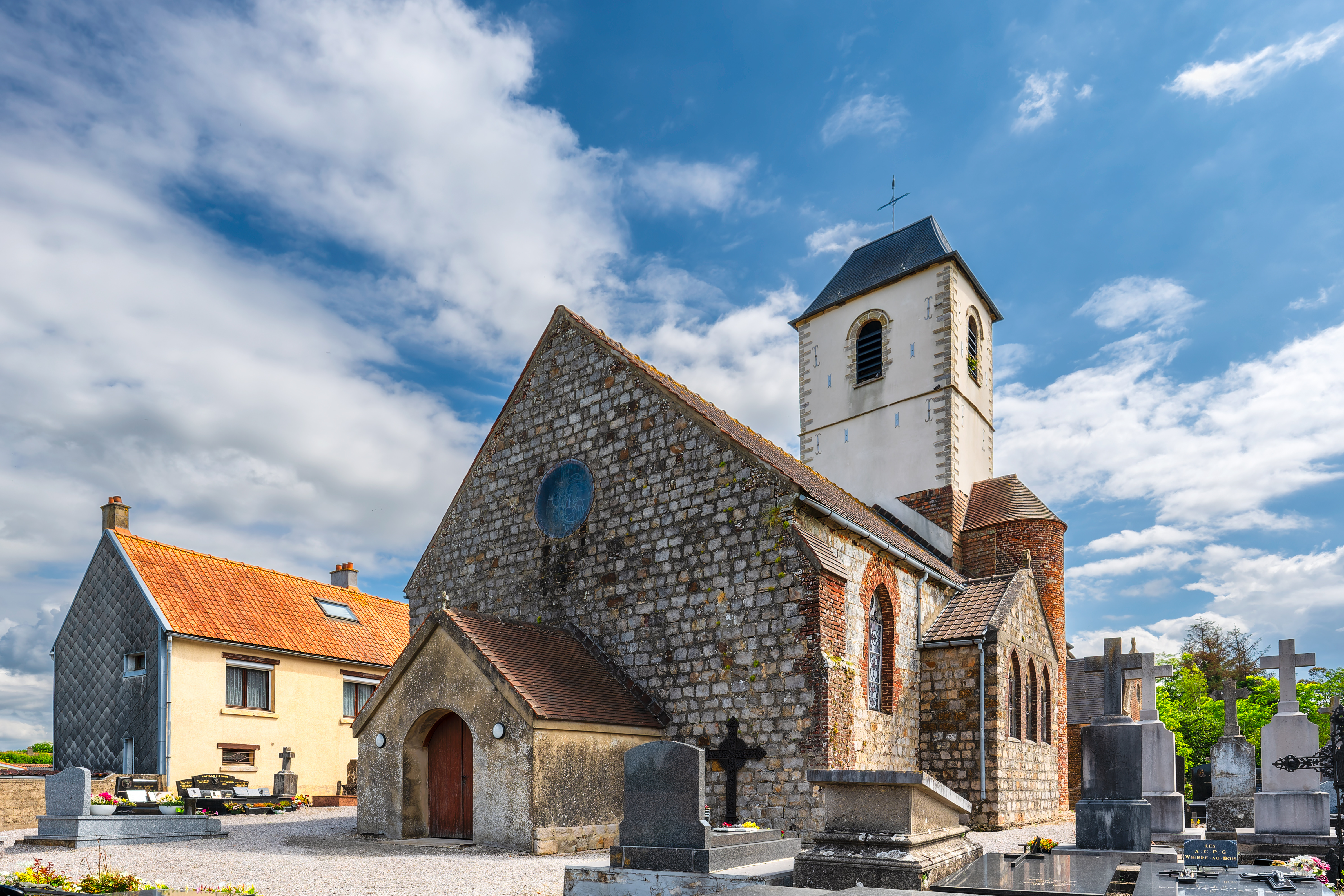
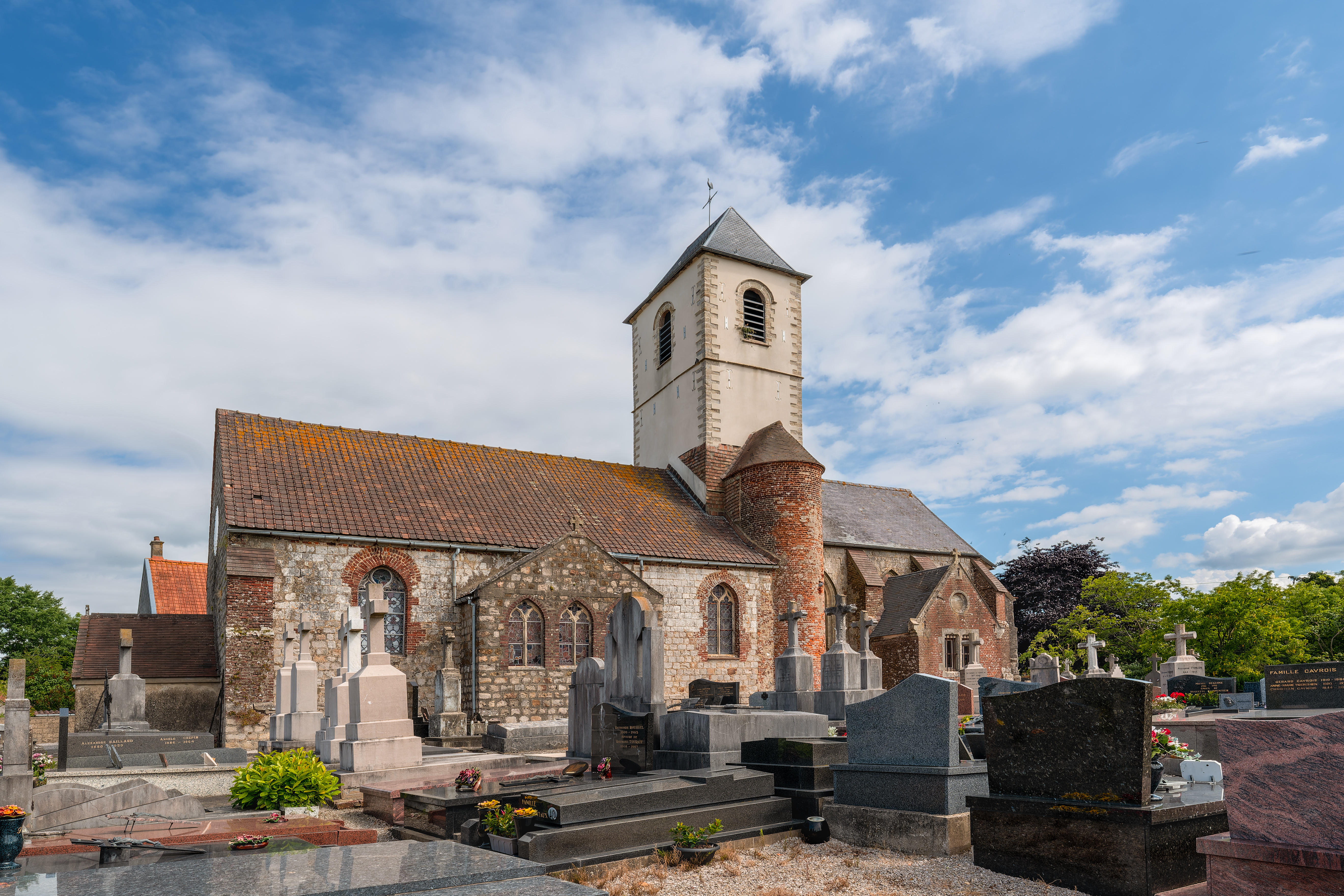
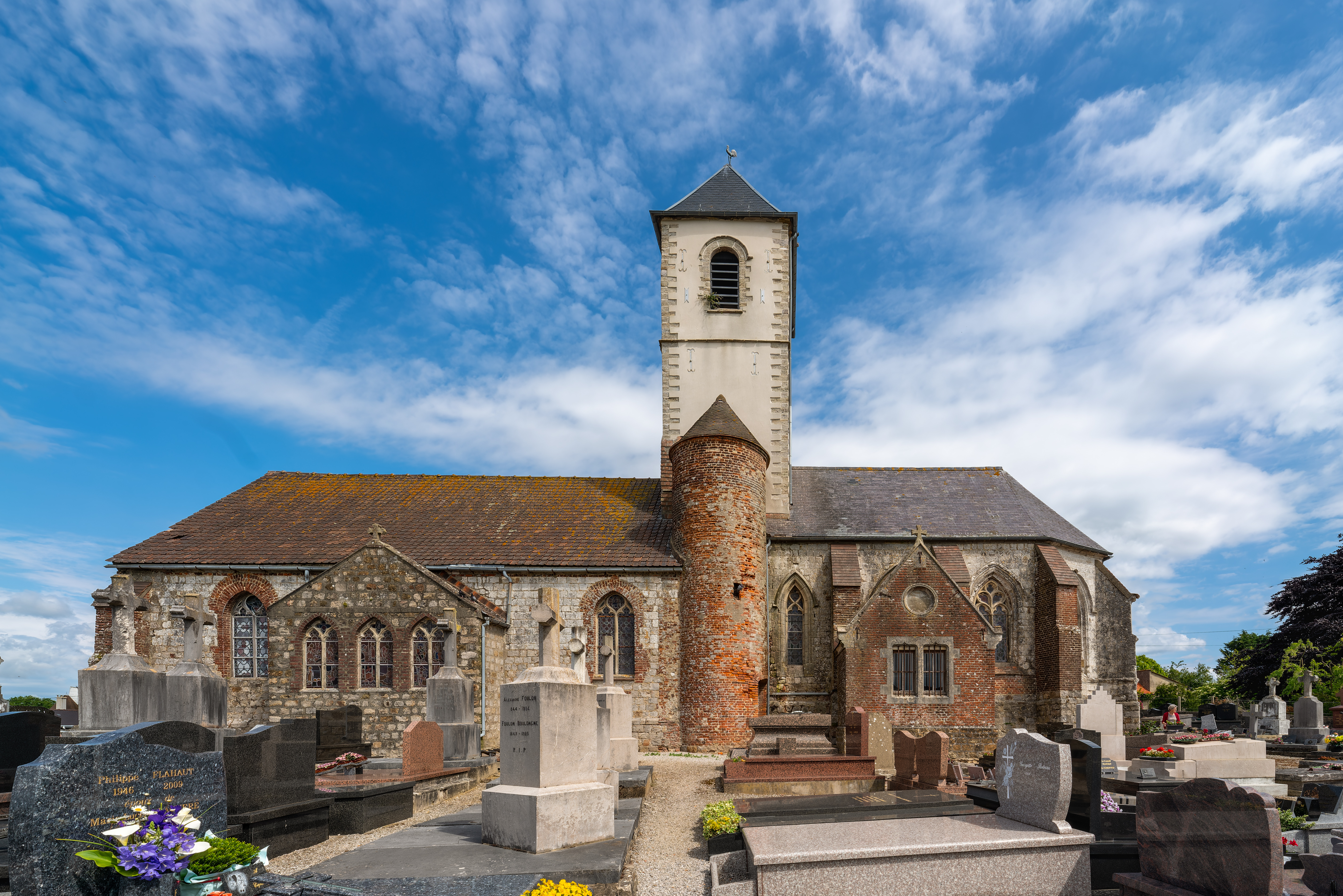
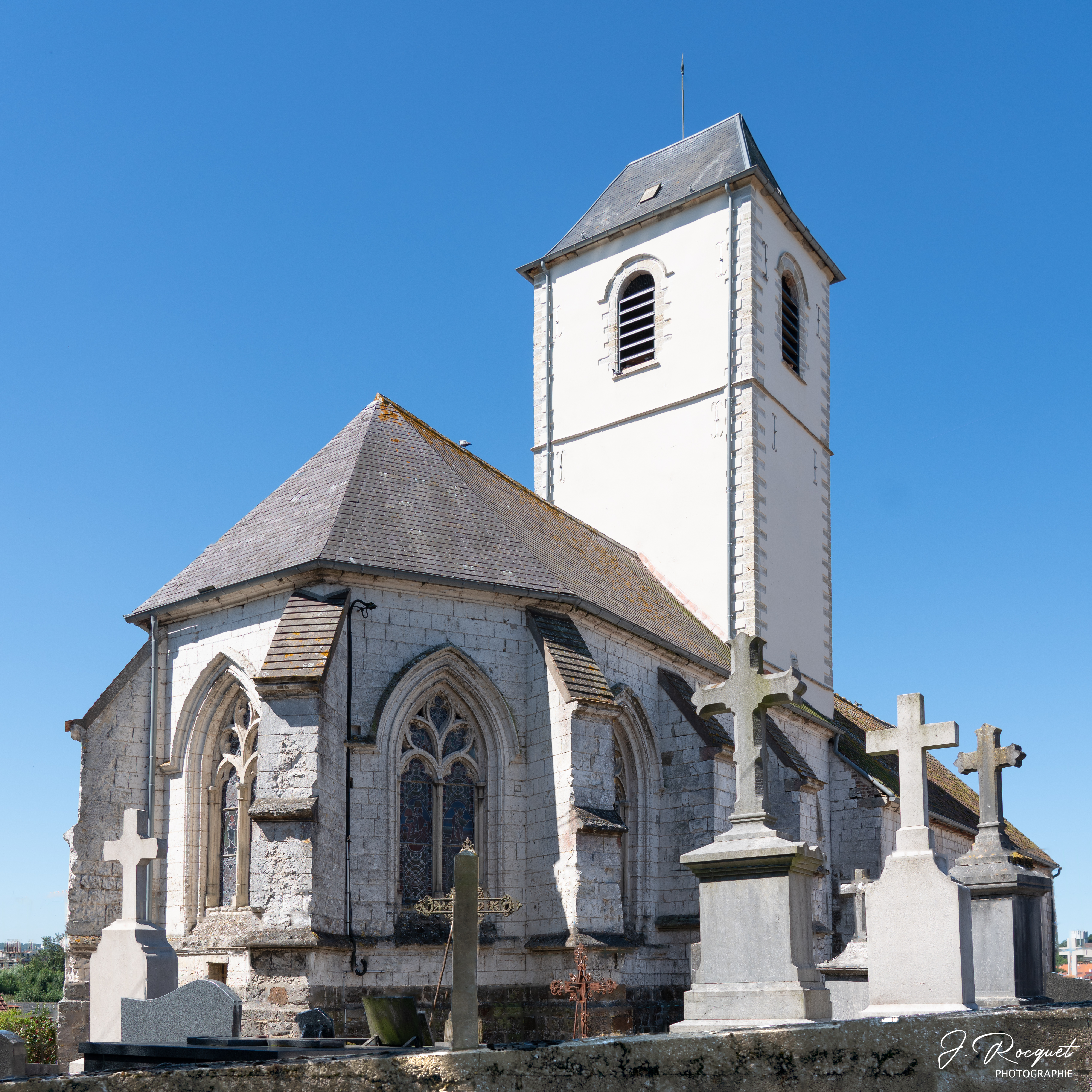

- Église paroissiale Saint-Omer[42].

- Le monument aux morts[43].

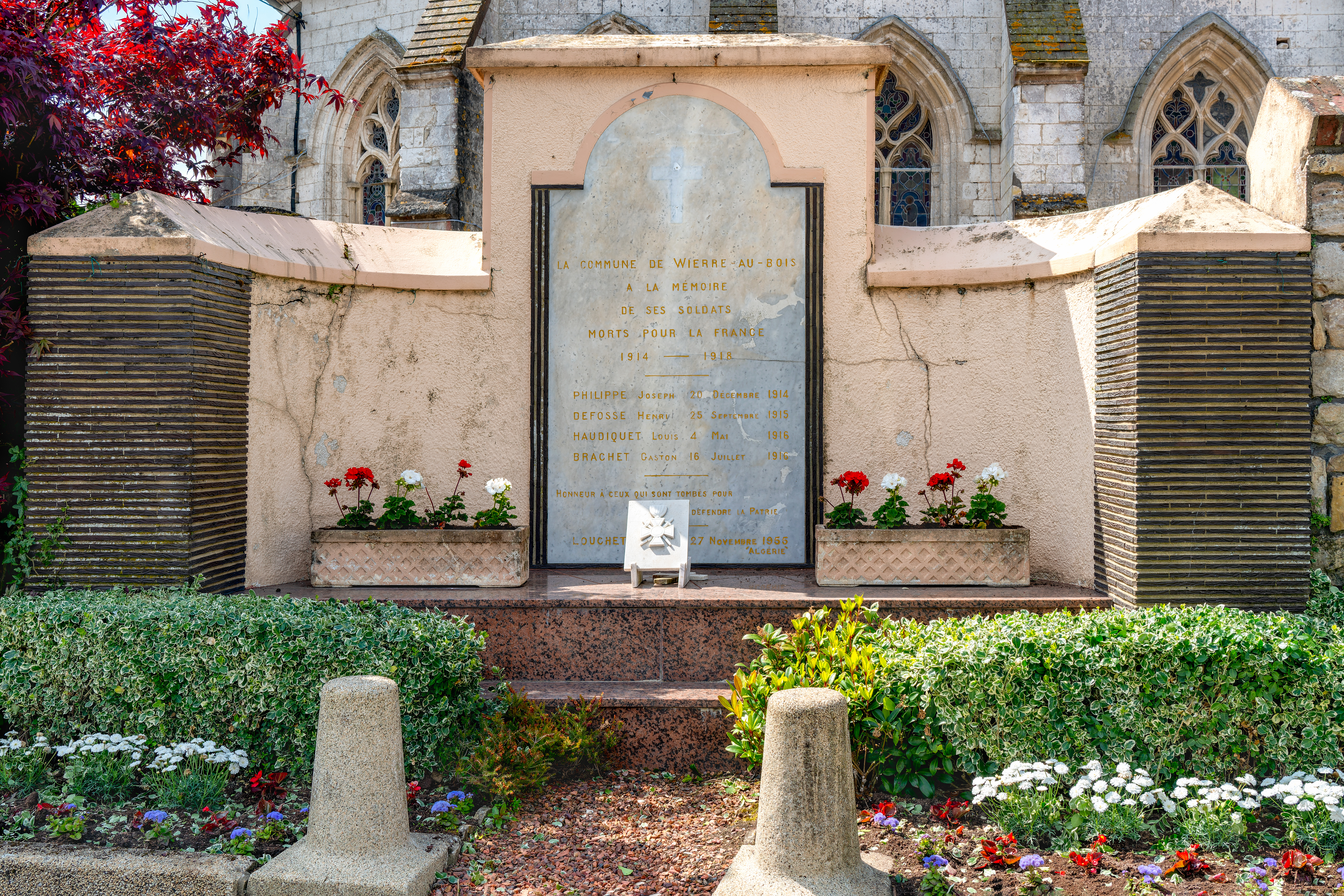

- Manoir,  Inscrit MH (2002). Les façades et toitures du manoir, des communs, la terrasse, son mur de clôture et de soutènement (cad. AB 43) ; les parcelles AB 35, 44, 42 contenant les vestiges de l'ancienne motte féodale et des fortifications (inscription par arrêté du 9 octobre 2002[44]).

### Personnalités liées à la commune
- Renault de la Haye, écuyer et seigneur de Wierre[pertinence contestée].

### Héraldique
| Blason de Wierre-au-Bois | Blason  | De sinople à saint Gendulphe cavalier d'argent. |
| Blason de Wierre-au-Bois | Détails | Représente saint Gendulphe (ou « Gandou » localement) dont la statue costumée en chevalier de la Renaissance, qui faisait l'objet par le passé d'une dévotion particulière, décore toujours l'église locale. Le statut officiel du blason reste à déterminer. |

## Pour approfondir